# Juan Antonio de Vizarrón y Eguiarreta
Don Juan Antonio de Vizarrón y Eguiarreta, född den 2 september 1682, död den 25 januari 1747, var ärkebiskop av Mexiko från den 21 mars 1731 till den 25 januari 1747 och vicekung av Nya Spanien från den 17 mars 1734 till den 17 augusti 1740.